# Lo Valledor
El actual Mercado Mayorista Lo Valledor se encuentra en la ciudad de Santiago de Chile y ocupa el lugar donde se encontraba la antigua chacra de Joaquín Valledor (diario El Progreso del 10 de marzo de 1849)   
El Mercado Mayorista Lo Valledor, también conocido como Central de Abastecimiento Lo Valledor o simplemente como Lo Valledor, es un mercado chileno ubicado en la comuna de Pedro Aguirre Cerda, en la metrópoli de Santiago. Es considerado el recinto privado de comercio hortofrutícola mayorista más grande de Chile, con un movimiento anual de 2 500 000 toneladas de productos agrícolas. En Lo Valledor además se comercializan carnes, abarrotes y alimento para animales.
Su participación en el mercado de las ferias mayoristas de Santiago es del 92 %, superando por lejos a la Vega Central (también llamada Feria Mapocho), que concentra el 4 %, y la Vega Poniente, que tiene el 2 % de las transacciones de productos hortofrutícolas. Tiene una superficie de 33 hectáreas con alrededor de 1500 locales, y es visitado diariamente por unas 30 mil personas y 7 mil vehículos.
Fue creado en 1968 como un recinto fiscal por el gobierno de Eduardo Frei Montalva, con el objeto de crear un centro de abastecimiento de productos agrícolas a las ferias libres de la metrópoli, y quedó bajo la tutela de la municipalidad de Santiago. En la década de 1980 fue privatizado, pasando a ser administrado por los comerciantes establecidos en el mercado. La comunidad de feriantes adquirió personalidad jurídica en 1985, y constituyeron una sociedad anónima en 1990. En 2007 la Central de Abastecimiento compró los terrenos contiguos que pertenecían al antiguo matadero Lo Valledor.
Está ubicada a un costado del tramo General Velásquez de la Autopista Central. El 28 de enero de 2012 se anunció la construcción de la estación Lo Valledor frente al mercado, perteneciente a la Línea 6 del Metro de Santiago, que fue inaugurada el 2 de noviembre de 2017. Así mismo, en septiembre de 2017, se inauguró la estación homónima correspondiente al servicio de Tren Nos-Estación Central, conformado una estación intermodal entre los ferrocarriles y el metro.